# Яришів
Я́ришів — село в Україні, у Яришівській сільській громаді Могилів-Подільського району Вінницької області. Адміністративний центр громади. Населення становить 1613 осіб.

## Історія
"Яришів - містечко Подільської губ. Могилівського повіту на річці Лядова. Перша відома нам згадка про Яришів належить до 1599 р.; він входив тоді до складу Шаргородського маєтку Яна Замойського, який продав його разом із Шаргородом князеві Матвію Яблоновському. На початку XVII ст. Яришів був досить багатолюдним містечком. У 1702 р. мешканці взяли участь у козацькому повстанні, після придушення якого в 1703 р. пішли за Дністер у Молдавію на чолі зі своїм полклвником Скоричем. У 1723 р. Яришів належав Домініку Коссаковському, який збудував дерев'яну католицьку церкву в ім'я Успіння Пресв. Богородиці... У 1772-1794 рр. власником містечка був відомий прогресист того часу Валеріян Дзедушицький; поселившись у ньому в 1775р. Дзедушицький замінив панщину селян податтю, скасував тілесні покарання, організував для селян школу й учнів, які закінчували навчання з відзнакою, звільняв від кріпацтва; крім того він заснував у Яришеві друкарню, у якій між іншим, у 1791 р. був виданий новий закон про міста, ухвалений сеймом; Дзедушинському належать також перші спроби запровадити на Поділлі виноробство та шовківництво й доставляти хліб по Дністру галерами в Акерман."
7 (20) листопада 1917 року, відповідно до Третього Універсалу Української Центральної Ради, увійшло до складу Української Народної Республіки.
Під час проведеного радянською владою Голодомору 1932—1933 років померло щонайменше 210 жителів села.
12 червня 2020 року, відповідно до Розпорядження Кабінету Міністрів України від № 707-р «Про визначення адміністративних центрів та затвердження територій територіальних громад Вінницької області», увійшло до складу Яришівської сільської громади.
19 липня 2020 року, в результаті адміністративно-територіальної реформи та ліквідації Могилів-Подільського району (1923 — 2020), село увійшло до складу новоутвореного Могилів-Подільського району.

## Населення

### Мова
Розподіл населення за рідною мовою за даними перепису 2001 року:
| Мова       | Відсоток |
| ---------- | -------- |
| українська | 96,96%   |
| російська  | 2,48%    |

## Гоголівські місця
Ці місця мають відношення до написання знаменитої повісті Миколи Гоголя «Тарас Бульба».
Прототипом Тараса Бульби був предок відомого українського дослідника Миклухо-Маклая, курінний отаман Війська Запорізького Низового Охрім Макуха, дядько якого по батьковій лінії товаришував із Миколою Гоголем, коли той проживав у Могилеві-Подільському.
Повість написана М. В. Гоголем у Миргороді під враженням родинних переказів Миклух.
За визволення України з-під польської шляхти воювало, крім самого Охріма Макухи, також троє його синів — Омелько, Назар і Хома. Назар закохався у шляхетну панночку, доньку польського воєводи та перейшов на бік поляків. Зганьблені брати разом із товаришами вирішили викрасти зрадника, але на зворотному шляху на межі сіл Яришів та Слобода-Яришівська натрапили на варту. Хома загинув у нерівному бою, його вірного соратника, козака Байду полонили та закатували до смерті, підвісивши на гакові за ребро, а Омелькові з бранцем вдалося втекти і доставити полоненого брата до батька, який очікував у ліску на околиці Слободи-Яришівської. Курінний власноруч стратив сина-перевертня, вистреливши йому в груди з пістоля та скинув зі скелі на краю лісу. На згадки та перекази про історичні факти наклалися події Гоголівської повісті і згодом вказаний ліс місцеві мешканці почали називати Андріївським лісом, а скелю Андрієвою скелею. Одну з околиць Слободи-Яришівської досі у народі називають Бульбашівкою, а у Яришеві зупинку неподалік від хлібозаводу знають, як зупинка біля Байди.
В пам'ять про проживання видатного письменника у Могилеві-Подільському встановлено пам'ятник М. В. Гоголю, його іменем названо площу та одну з вулиць міста.

## Культурна спадщина
У селі стояла українська дерев'яна церква рідкісного п'ятиверхого типу. Церква Успіння збудована у 1768-1772 рр. Зазнала ремонту в 1849 р. Всередині знаходився 4-ярусний іконостас зі старовинним мистецьким різьбленням. У 1901 р. єпархіальні власті планували розібрати храм через "ветхість". Нову дерев'яну церкву збудовано у 1894 – 1898 рр.

## Єврейська спадщина
У Яришові до 1941 р. існувала синагога, збереглося старовинне єврейське кладовище.

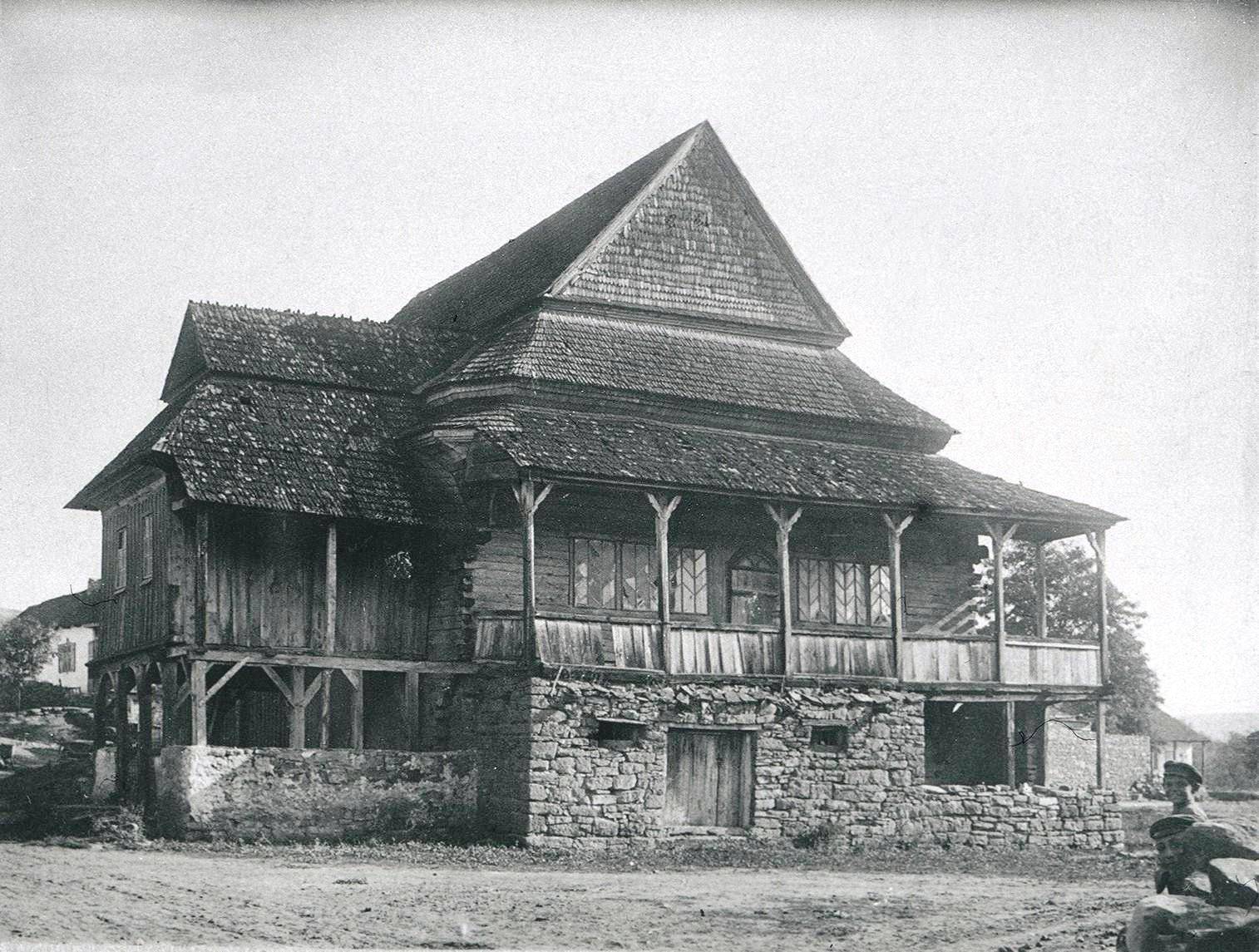
Яришівська синагога

У роки Другої світової війни діяло гетто, куди нацистами насильно зганялися євреї для компактного мешкання та подальших репресій. 1942-го року знищено 595 його мешканців.

## Природно-заповідний фонд
- Ботанічний заказник місцевого значення Лядівський

## Відомі люди

### Народилися
- Горлей Володимир Савович (* 1951) — український письменник.
- Володимир Дідушицький —  граф, меценат, колекціонер, природознавець, політичний діяч.
- Ієгошуа Яхот (1919—2003) — радянський та ізраїльський філософ.
- Камінський В'ячеслав Володимирович (* 1963) — український гінеколог.
- Сіркіс Ізраїль-Йосиф Шмерелевич — єврейський драматург та письменник, писав на івриті, філантроп.
- Січко Денис Віталійович (2000—2024) — солдат Збройних сил України, учасник російсько-української війни.
- Танасчішин Трохим Іванович (1903—1944) — радянський генерал-лейтенант танкових військ.
- Янчук Едуард Олександрович (1937—1994) — український фізик і мінералог.

### Пов'язані з селом
- Юзеф-Антоній Ролле — польсько-український історик-письменник, за фахом лікар-психіатр, член-кореспондент Краківської академії наук, почесний член Подільської АН (з 1863 року).[10]
- Ільїн Василь Степанович-  український пілот. Почав кар'єру в 17 років як пілот сільгоспавіації. Був пілотом літака Президента України з 1991 року. До того був пілотом перших осіб УРСР,як В.В.Щербицький та Голів Кабінету Міністрів. Народився в селі Іракліївка Вінницької області 13.01.1936 року. Помер в Києві 09.04.2021 від коронавірусної інфекції.

Нагороджений багатьма грамотами та нагрудними знаками.
В селі Яришів познайомився з майбутньою дружиною Комарською Людмилою Іванівною. Дочкою Завуча школи. Одружені в селі Яришів. Має двох дітей, 5 онуків та 2 правнучок станом на квітень 2021 року.

## Галерея

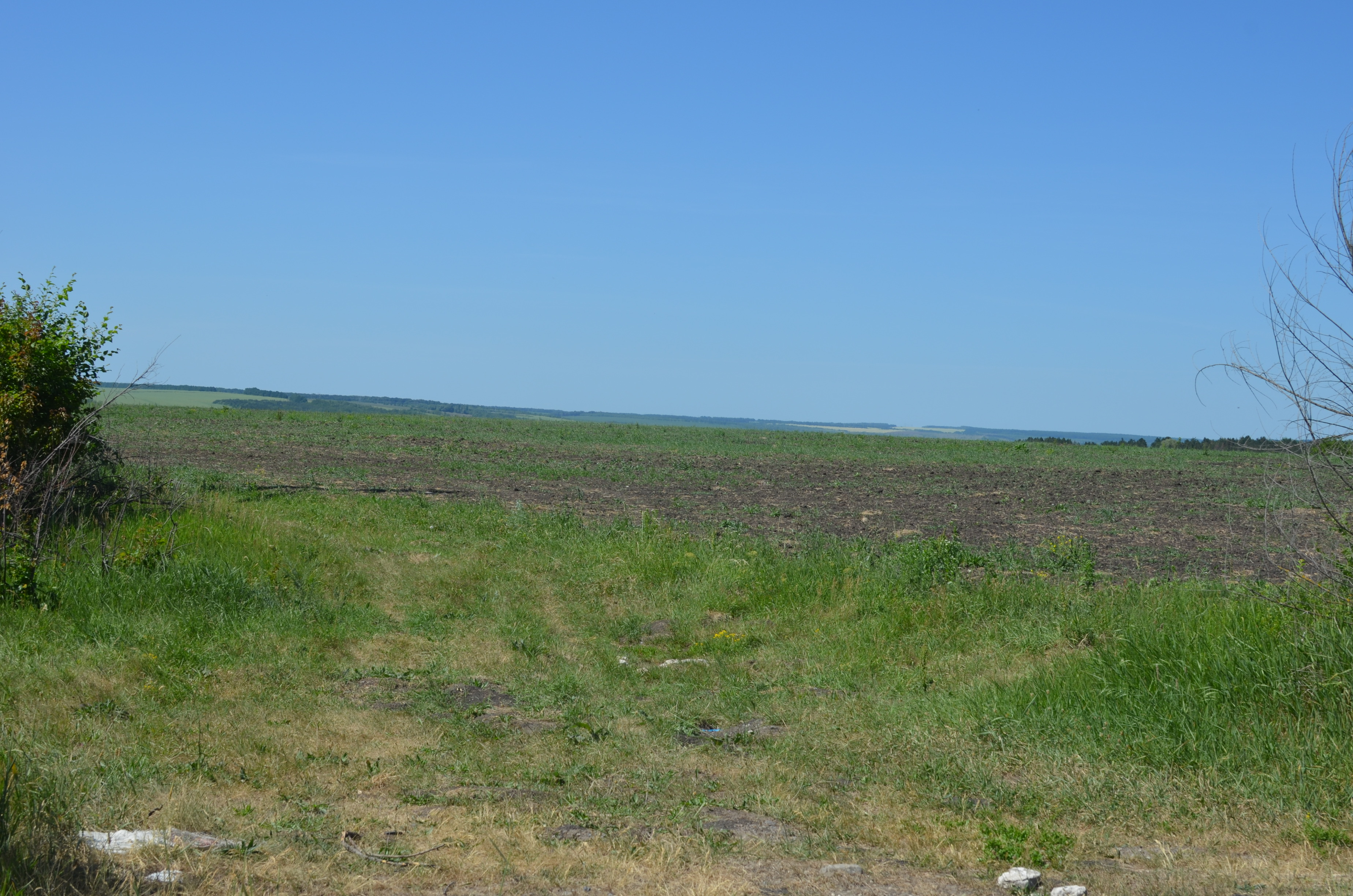
Місце зупинки Тараса Шевченка
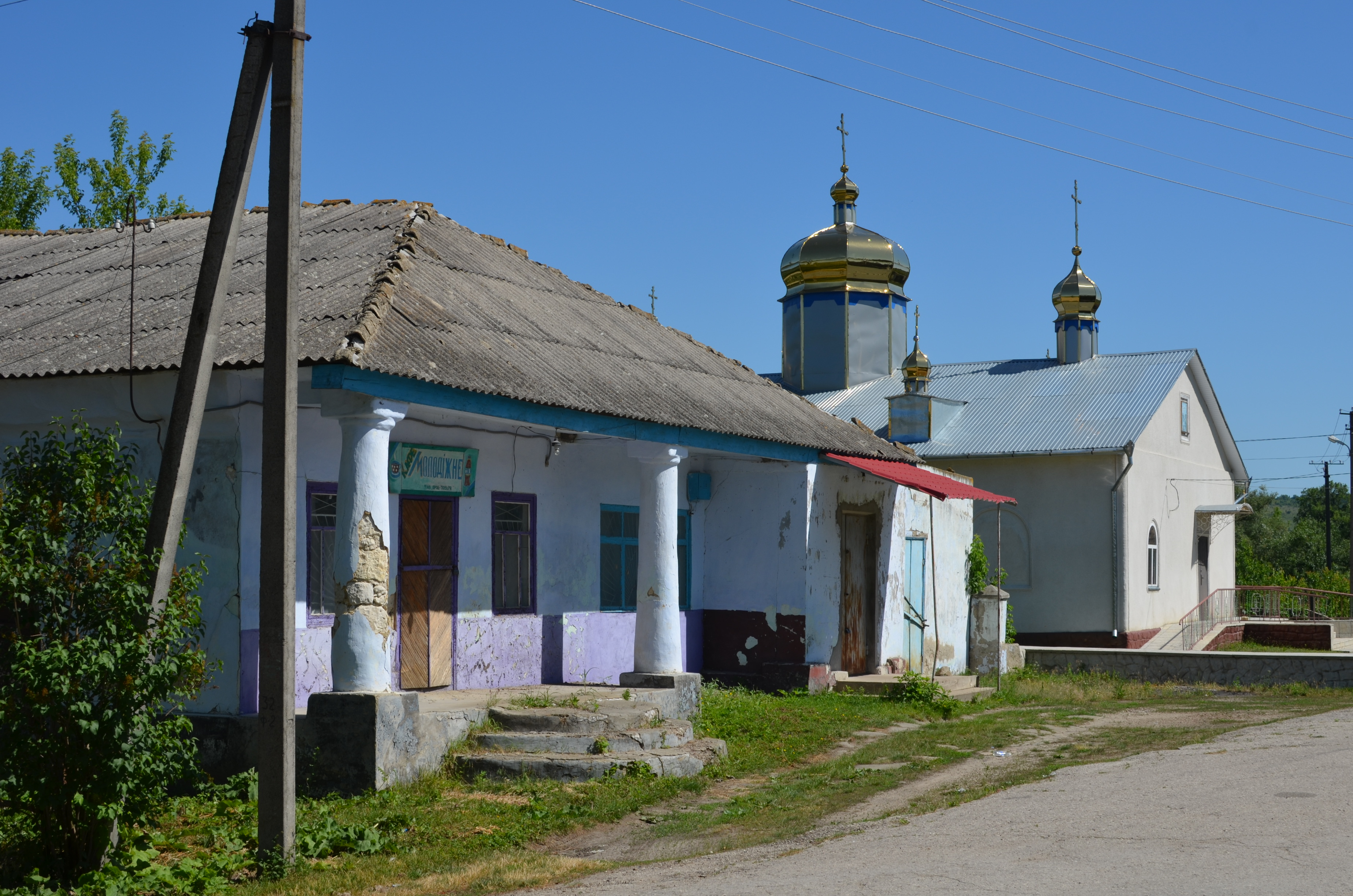
Стара будівля та церква
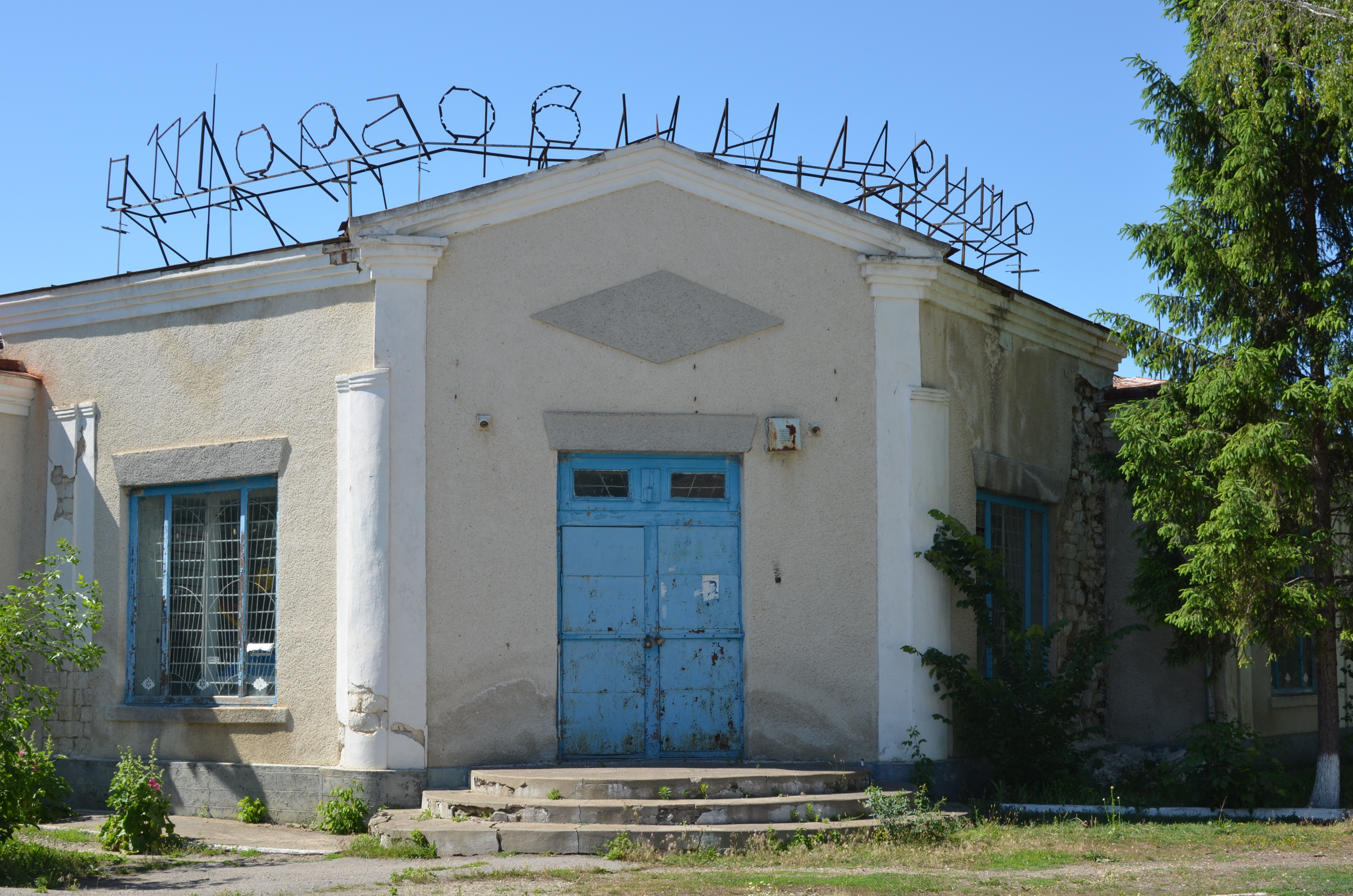
Старий торговий центр
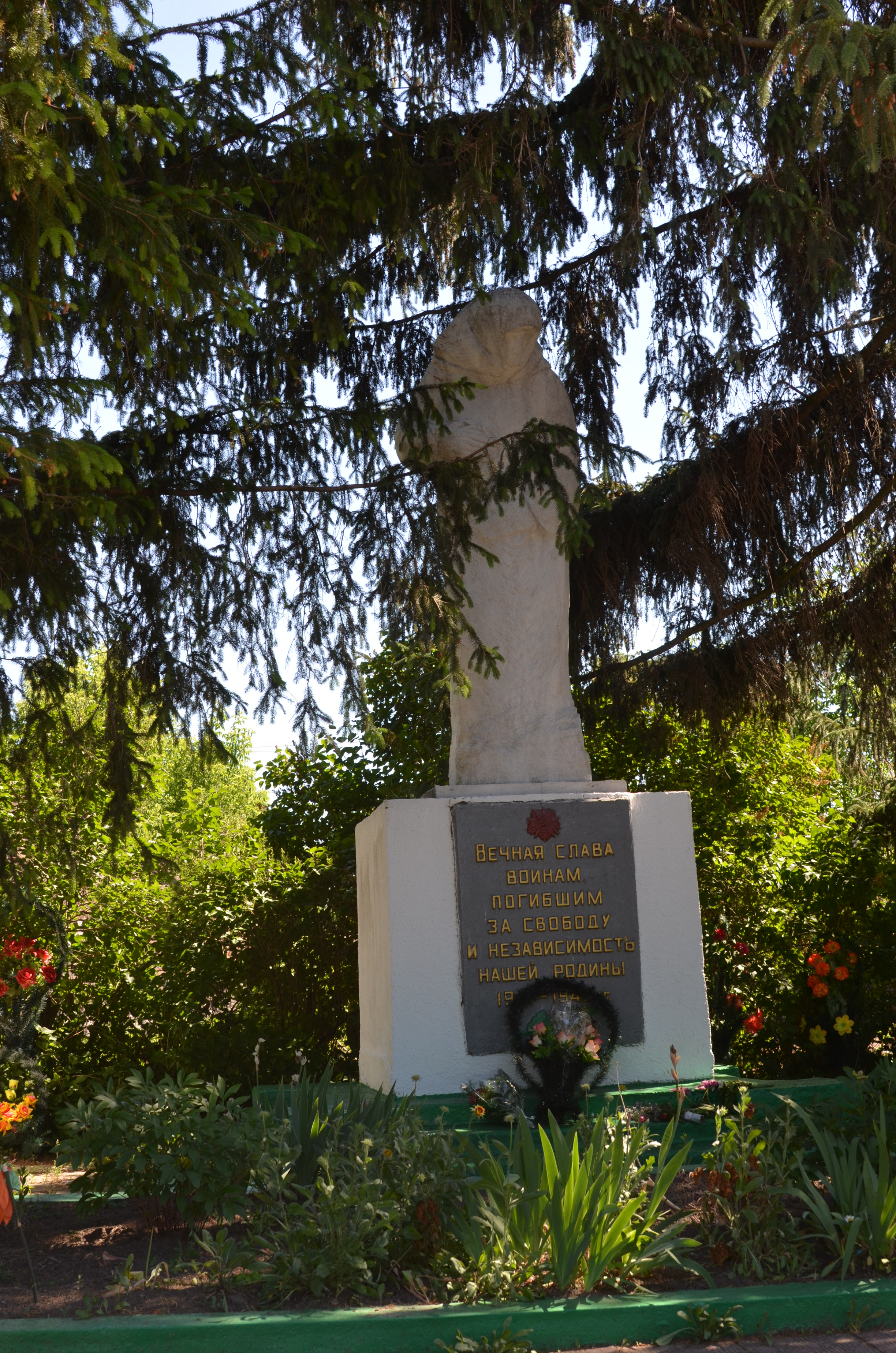
Братська могила і пам'ятник воїнам-односельчанам
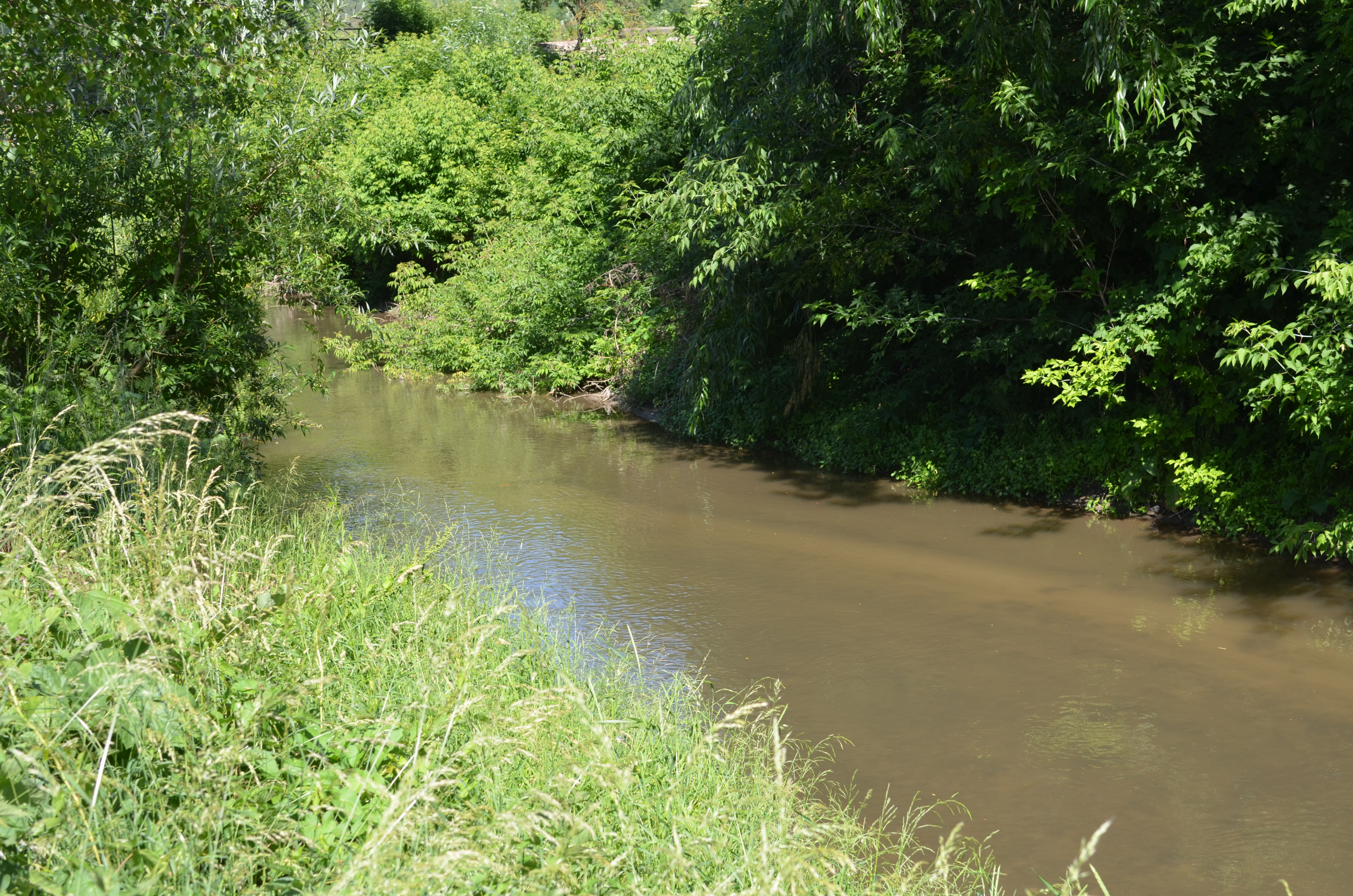
Річка Лядова
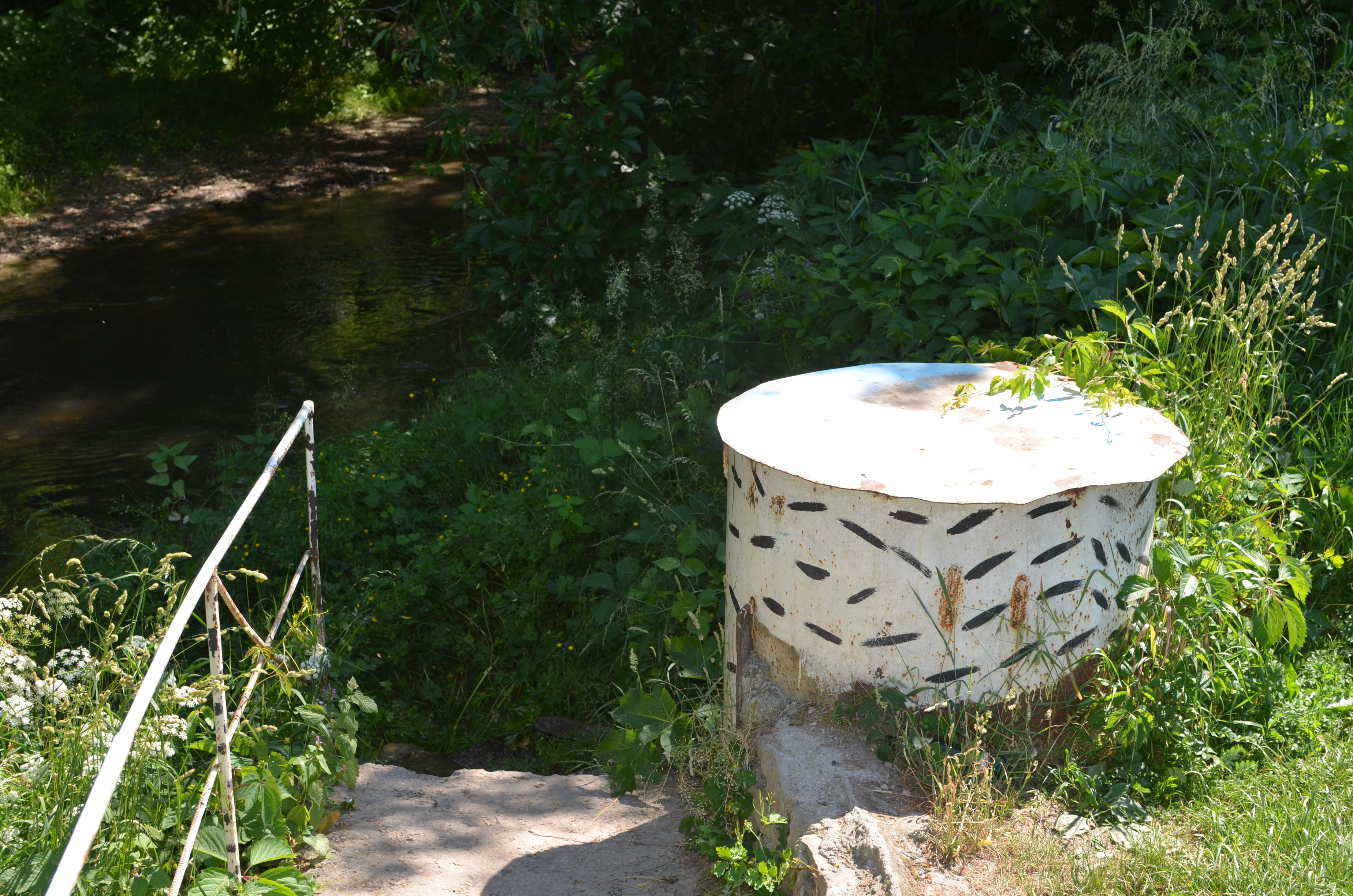
Шевченкова криниця на березі річки Лядова
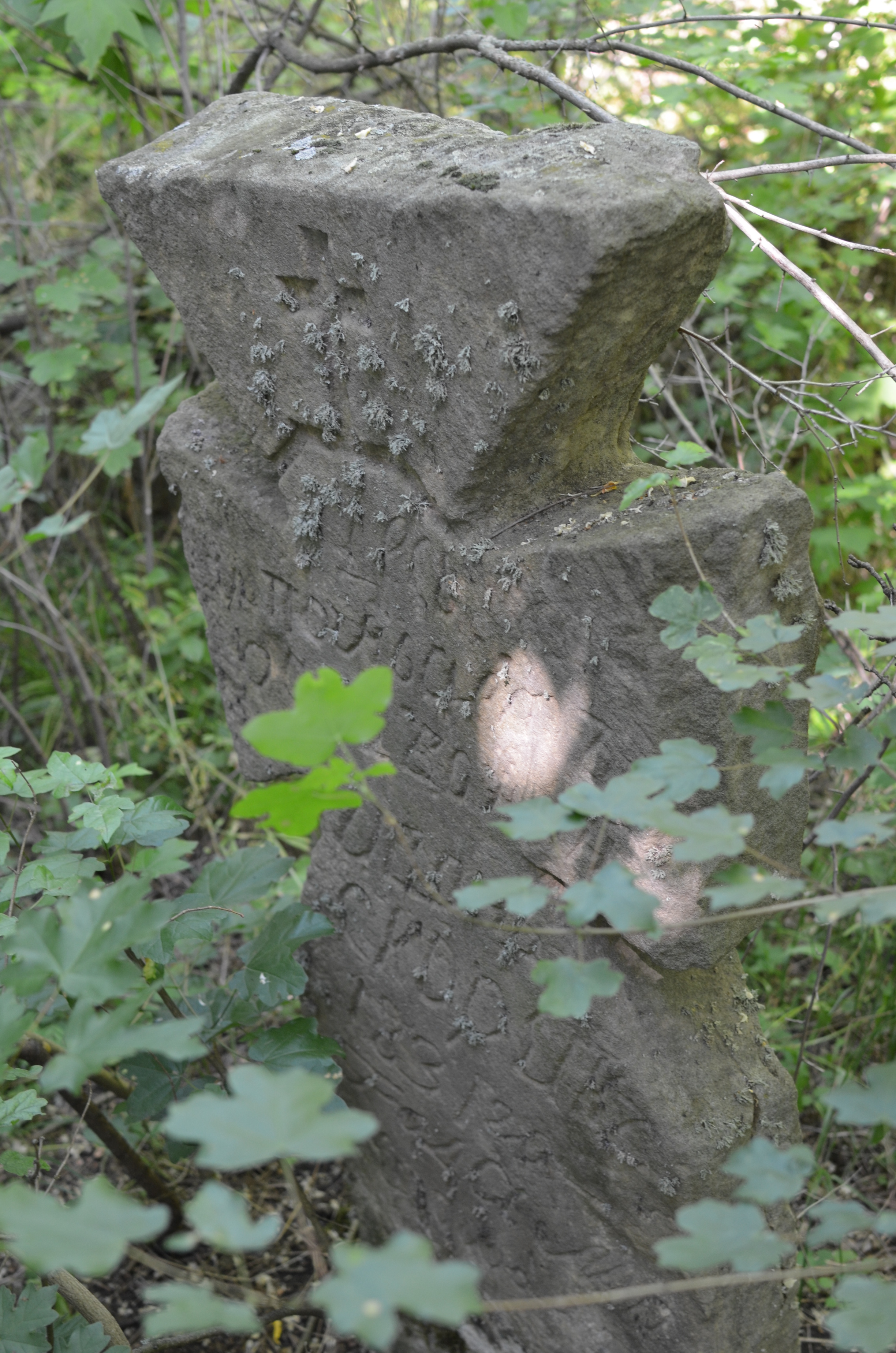
Козацькі хрести на сільському кладовищі
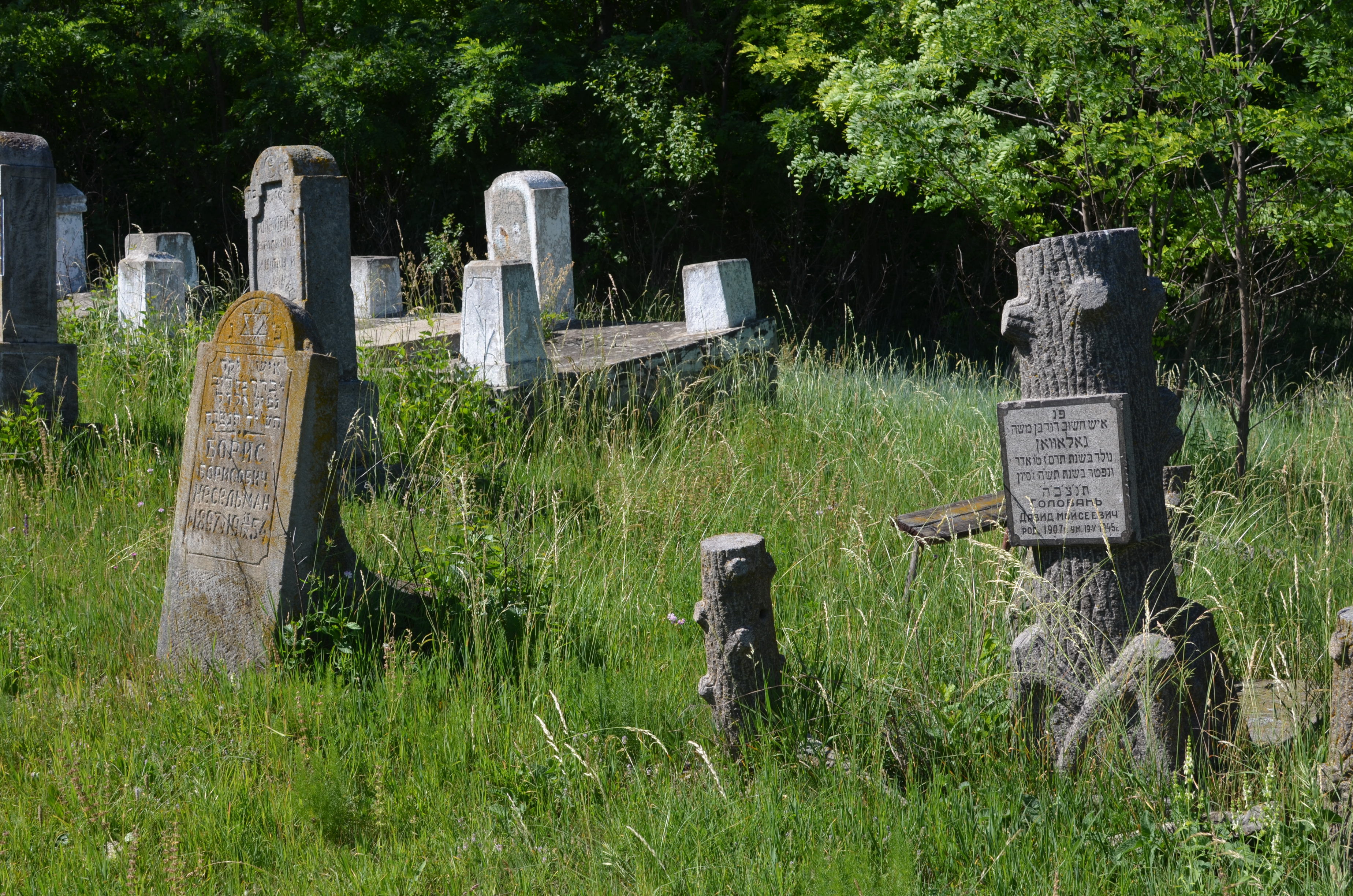
Єврейські поховання
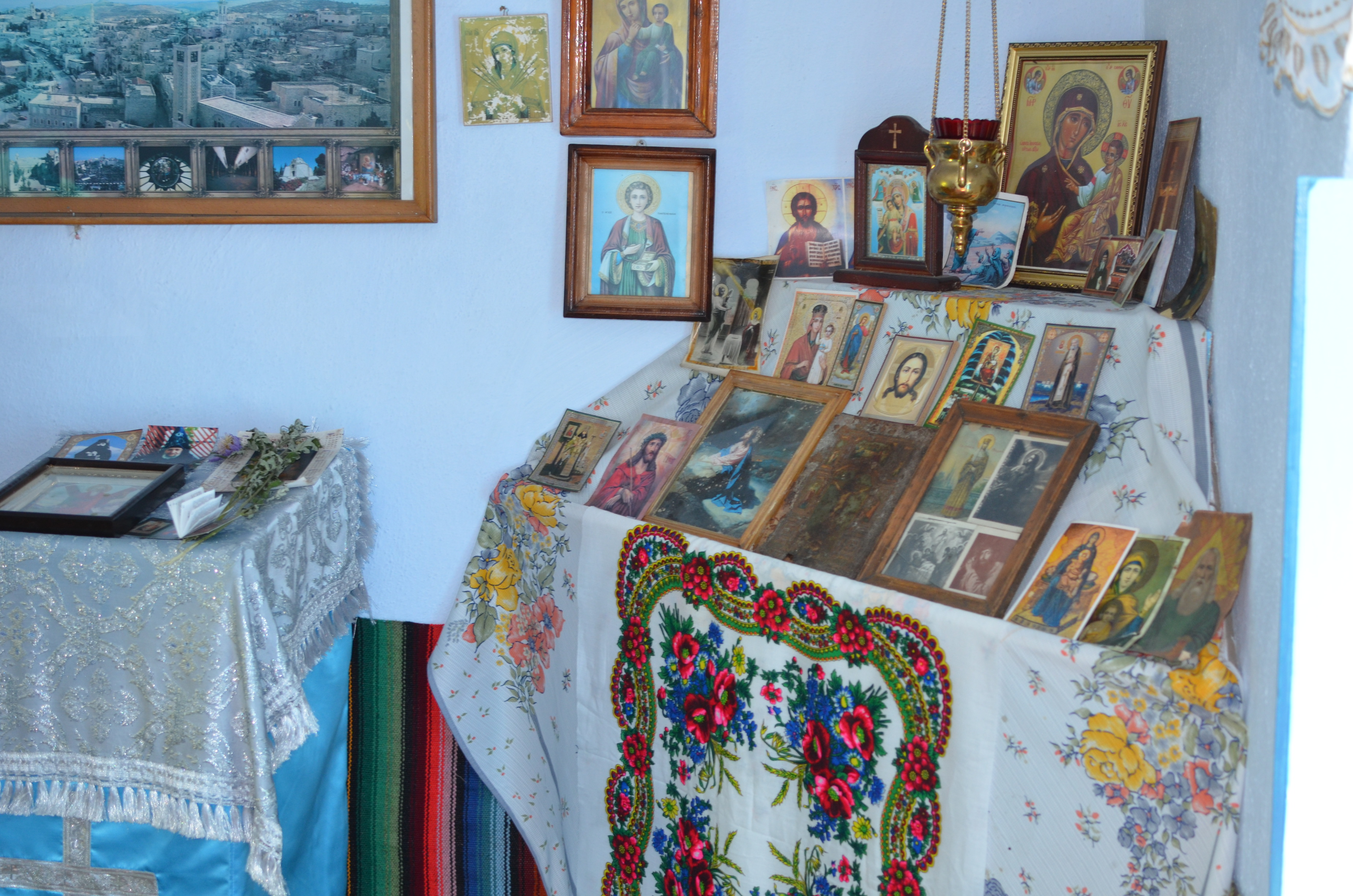
У підземній церкві
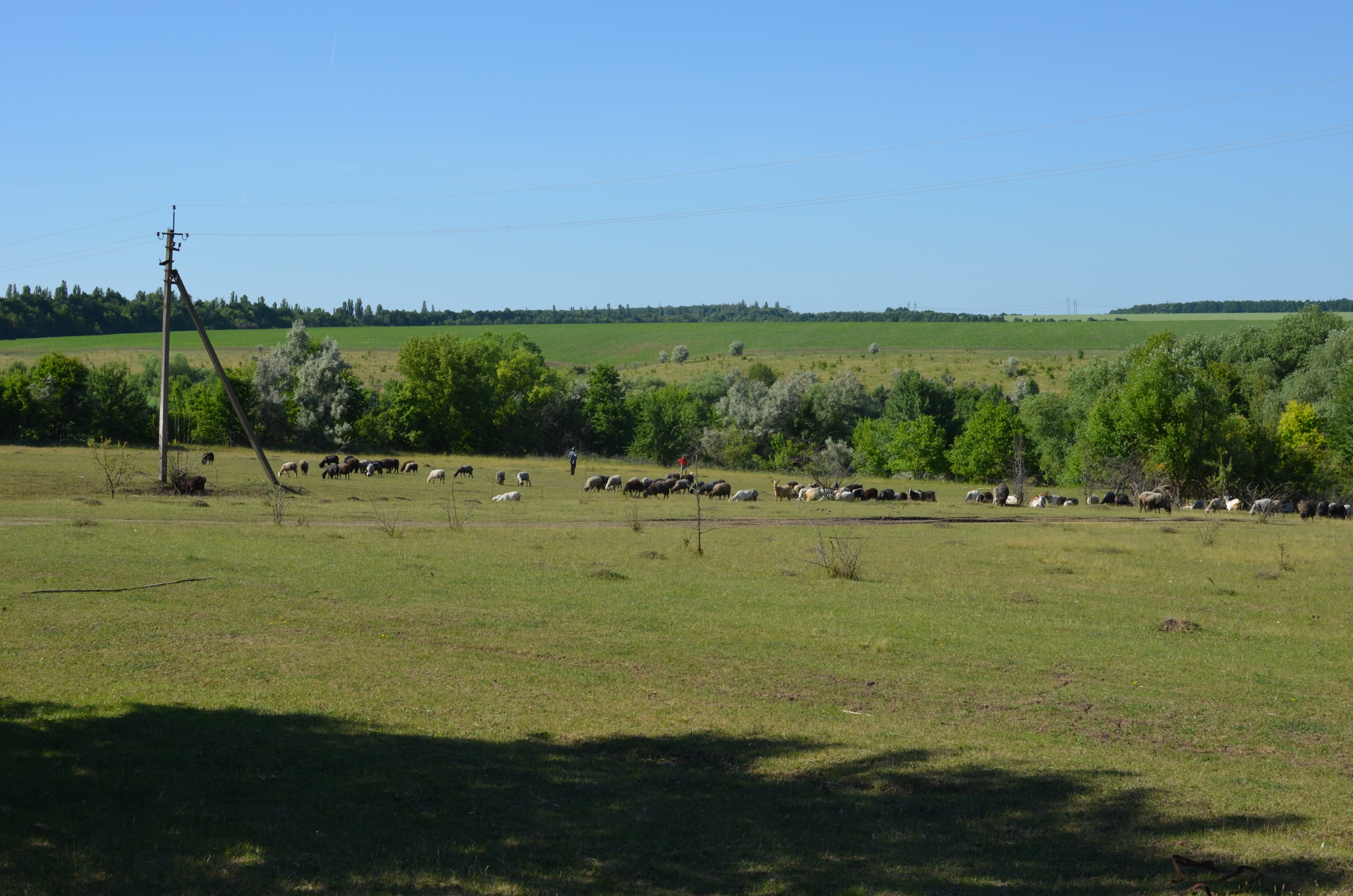
Місце зупинки Тараса Шевченка
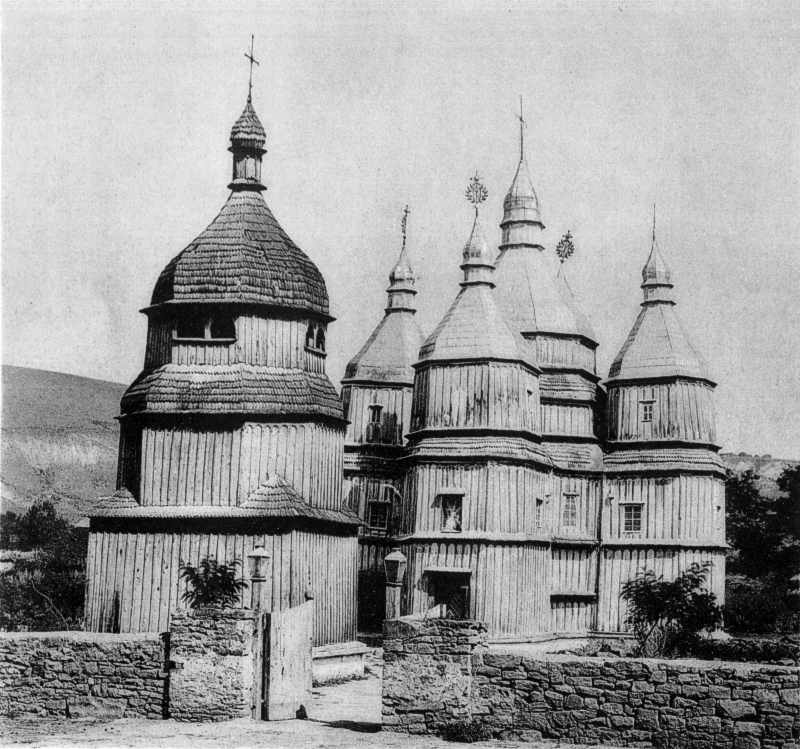
Церква Успіння 1768 – 1772 рр. у с. Яришів
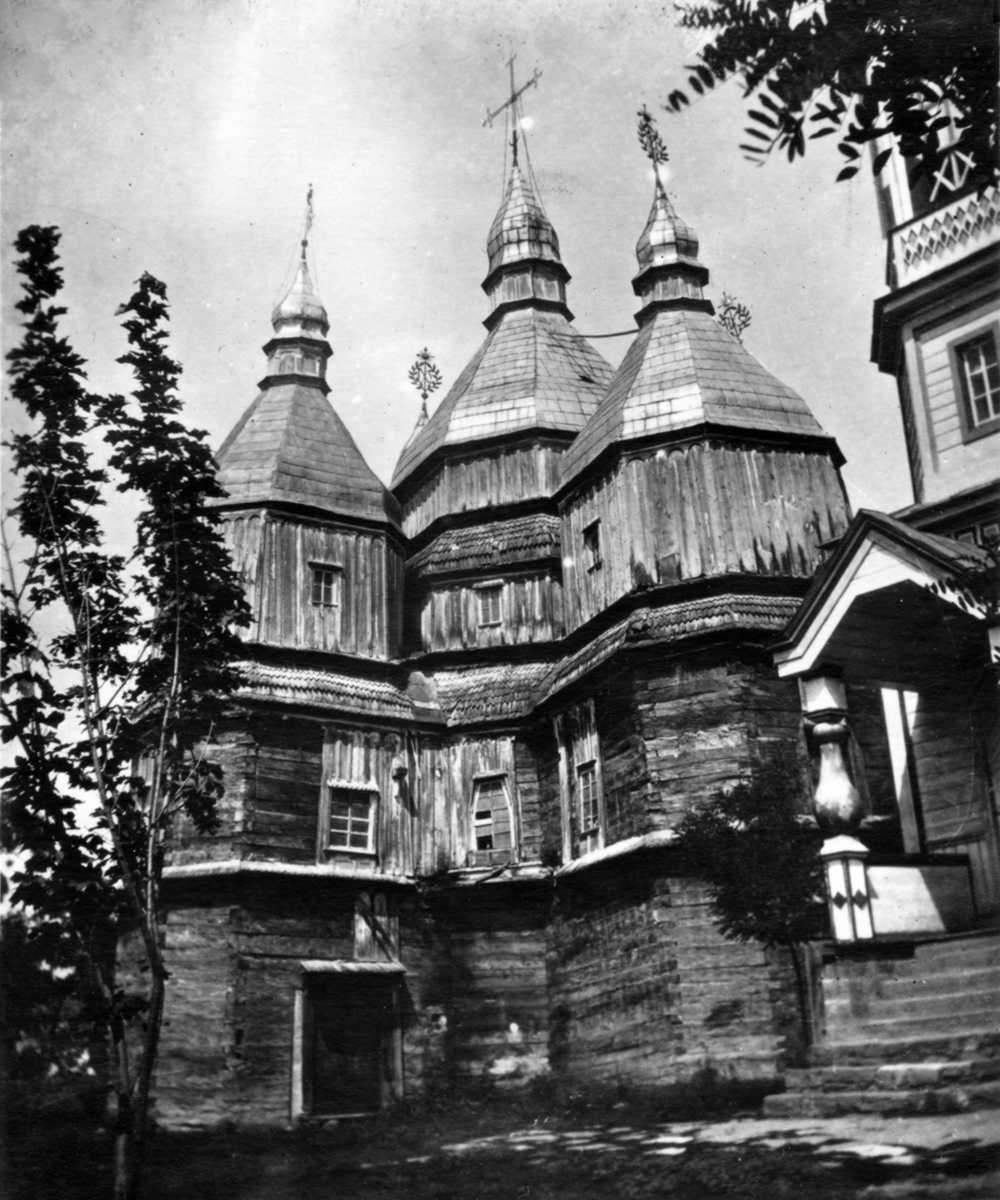
Руйнування Успенської церкви в с. Яришів, 1920-ті рр.